# Newcastle United Football Club 2017-2018
Questa pagina raccoglie i dati riguardanti il Newcastle United Football Club nelle competizioni ufficiali della stagione 2017-2018.

## Rosa
| N. |                        | Ruolo | Calciatore       |
| -- | ---------------------- | ----- | ---------------- |
| 1  | Irlanda (bandiera)     | P     | Rob Elliot       |
| 2  | Irlanda (bandiera)     | D     | Ciaran Clark     |
| 3  | Galles (bandiera)      | D     | Paul Dummett     |
| 4  | Inghilterra (bandiera) | C     | Jack Colback     |
| 5  | Scozia (bandiera)      | D     | Grant Hanley     |
| 6  | Inghilterra (bandiera) | D     | Jamaal Lascelles |
| 7  | Inghilterra (bandiera) | D     | Jacob Murphy     |
| 8  | Inghilterra (bandiera) | C     | Jonjo Shelvey    |
| 9  | Inghilterra (bandiera) | A     | Dwight Gayle     |
| 10 | Senegal (bandiera)     | C     | Mohamed Diamé    |
| 11 | Scozia (bandiera)      | C     | Matt Ritchie     |
| 12 | Slovacchia (bandiera)  | P     | Martin Dúbravka  |
| 13 | Algeria (bandiera)     | A     | Islam Slimani    |
| 14 | Inghilterra (bandiera) | C     | Isaac Hayden     |
| 15 | Brasile (bandiera)     | C     | Kenedy           |
| 16 | Inghilterra (bandiera) | C     | Rolando Aarons   |
| 17 | Spagna (bandiera)      | A     | Ayoze Pérez      |

| N. |                         | Ruolo | Calciatore          |
| -- | ----------------------- | ----- | ------------------- |
| 18 | RD del Congo (bandiera) | D     | Chancel Mbemba      |
| 19 | Spagna (bandiera)       | D     | Javier Manquillo    |
| 20 | Francia (bandiera)      | D     | Florian Lejeune     |
| 21 | Spagna (bandiera)       | A     | Joselu              |
| 22 | Stati Uniti (bandiera)  | D     | DeAndre Yedlin      |
| 23 | Spagna (bandiera)       | C     | Mikel Merino        |
| 24 | Senegal (bandiera)      | C     | Henri Saivet        |
| 25 | Francia (bandiera)      | D     | Massadio Haïdara    |
| 26 | Inghilterra (bandiera)  | P     | Karl Darlow         |
| 27 | Spagna (bandiera)       | D     | Jesús Gámez         |
| 30 | Ghana (bandiera)        | C     | Christian Atsu      |
| 33 | Irlanda (bandiera)      | D     | Achraf Lazaar       |
| 35 | Inghilterra (bandiera)  | C     | Daniel Barlaser     |
| 41 | Inghilterra (bandiera)  | P     | Freddie Woodman     |
| 42 | Inghilterra (bandiera)  | D     | Jamie Sterry        |
| 45 | Serbia (bandiera)       | A     | Aleksandar Mitrović |

## Statistiche

### Statistiche di squadra
| Competizione   | Punti | In casa | In casa | In casa | In casa | In casa | In casa | In trasferta | In trasferta | In trasferta | In trasferta | In trasferta | In trasferta | Totale | Totale | Totale | Totale | Totale | Totale | DR  |
| Competizione   | Punti | G       | V       | N       | P       | Gf      | Gs      | G            | V            | N            | P            | Gf           | Gs           | G      | V      | N      | P      | Gf     | Gs     | DR  |
| -------------- | ----- | ------- | ------- | ------- | ------- | ------- | ------- | ------------ | ------------ | ------------ | ------------ | ------------ | ------------ | ------ | ------ | ------ | ------ | ------ | ------ | --- |
| Premier League | 44    | 19      | 8       | 4       | 7       | 21      | 17      | 19           | 4            | 4            | 11           | 18           | 30           | 38     | 12     | 8      | 18     | 39     | 47     | -8  |
| FA Cup         | -     | 1       | 1       | 0       | 0       | 3       | 1       | 1            | 0            | 0            | 1            | 0            | 3            | 2      | 1      | 0      | 1      | 3      | 4      | -1  |
| League Cup     | -     | 1       | 0       | 0       | 1       | 2       | 3       | 0            | 0            | 0            | 0            | 0            | 0            | 1      | 0      | 0      | 1      | 2      | 3      | -1  |
| Totale         | 44    | 21      | 9       | 4       | 8       | 26      | 21      | 20           | 4            | 4            | 12           | 18           | 33           | 41     | 13     | 8      | 20     | 44     | 54     | -10 |

### Andamento in campionato
| Giornata  | 1  | 2  | 3  | 4  | 5 | 6  | 7 | 8 | 9 | 10 | 11 | 12 | 13 | 14 | 15 | 16 | 17 | 18 | 19 | 20 | 21 | 22 | 23 | 24 | 25 | 26 | 27 | 28 | 29 | 30 | 31 | 32 | 33 | 34 | 35 | 36 | 37 | 38 |
| --------- | -- | -- | -- | -- | - | -- | - | - | - | -- | -- | -- | -- | -- | -- | -- | -- | -- | -- | -- | -- | -- | -- | -- | -- | -- | -- | -- | -- | -- | -- | -- | -- | -- | -- | -- | -- | -- |
| Luogo     | C  | T  | C  | T  | C | T  | C | T | C | T  | C  | T  | C  | T  | T  | C  | C  | T  | T  | C  | C  | T  | C  | T  | C  | T  | C  | T  | T  | C  | C  | T  | C  | T  | C  | T  | T  | C  |
| Risultato | P  | P  | V  | V  | V | P  | N | N | V | P  | P  | P  | P  | N  | P  | P  | P  | P  | V  | P  | N  | V  | N  | P  | N  | N  | P  | N  | P  | V  | V  | V  | V  | P  | P  | P  | P  | V  |
| Posizione | 18 | 17 | 14 | 10 | 4 | 10 | 9 | 9 | 7 | 9  | 11 | 11 | 14 | 12 | 15 | 16 | 16 | 18 | 15 | 15 | 16 | 13 | 15 | 15 | 14 | 16 | 13 | 15 | 16 | 13 | 12 | 10 | 10 | 10 | 10 | 10 | 10 | 10 |

Legenda:

Luogo: C = Casa; T = Trasferta. Risultato: V = Vittoria; N = Pareggio; P = Sconfitta.